# Дзаканополи
Дзакано̀поли (на италиански: Zaccanopoli) е село и община в Южна Италия, провинция Вибо Валентия, регион Калабрия. Разположено е на 430 m надморска височина. Населението на общината е 776 души (към 2012 г.).